# Escuela de Cine de Sídney
La Escuela de Cine de Sídney (en inglés: Sydney Film School) es una escuela de cine privada con sede en Waterloo, en Sídney, en el estado de Nueva Gales del Sur. La Escuela de Cine de Sídney, Australia, se estableció en agosto de 2004 por un grupo de socios fundadores incluyendo a Mark Allen, John Buckmaster, Ben Ferris, Phillip Handy, Leslie Oliver, Uracha Oliver, John Saunders, Joe Skrzynski, Emile Sherman y Willie Weinstein. Se abrió oficialmente el 3 de febrero de 2005 con la presencia del primer ministro del Estado de Nueva Gales del Sur y el ministro de las Artes, el Honorable Bob Carr.